# Rabenhorst (Getränkemarke)
Die Marke Rabenhorst gehört zum Unternehmen Haus Rabenhorst O. Lauffs GmbH & Co. KG mit Sitz in Unkel am Rhein. Unter dem Markennamen Rabenhorst werden heute mehr als 50 aus Direktsäften hergestellte Frucht- und Gemüsesäfte sowie Nektare angeboten.

## Geschichte der Marke
Rabenhorst hat seinen Ursprung als Weingut und Weinhandel seit dem Jahr 1805. Im späteren Verlauf entwickelte Rabenhorst einen „nicht alkoholischen Medizinalwein“ durch die Pasteurisierung von Traubensaft. Die Marke Rabenhorst hat ihren Ursprung in diesem Produkt und feiert im Jahr 2023 ihren 125-jährigen Geburtstag.

## Produkte
Schon in den 1970er Jahren wurden Rabenhorst-Säfte in Bio-Qualität produziert. Die verschiedenen Säfte werden unterteilt in die Kategorien „Muttersäfte“, „Direktsäfte“, „Gemüsesäfte“, „Gemüse Plus“, „Heißgetränke“, „Nektare“, „Saft + Nährstoff“, „Wohlschmeckend“ und „Würzsäfte“. Die Produkte gibt es in den Gebinde-Größen 125 ml, 330 ml, 450 ml, 700 ml oder 750 ml. Rabenhorst legt den Fokus im Sortiment besonders auf Muttersäfte und Direktsäfte mit zugesetzten Vitaminen und Mineralstoffen. Muttersäfte sind pure Direktsäfte aus der ersten Pressung. Diesen Säften werden keine bzw. nur sehr wenige Trubstoffe entfernt. Unter den Direktsäften mit Nährstoffen gibt es Fruchtsäfte und Gemüsesäfte, die Vitamine und Mineralstoffe enthalten. Die Gemüsesäfte von Rabenhorst bestehen ebenfalls aus Direktsäften. Bei den Gemüse- wie auch bei den Direktsäften ist Rabenhorst mit vielseitigen Monosorten vertreten. Einige Direktsäfte werden zu Nektaren verarbeitet, sodass viele verschiedene Sorten entstehen. Des Weiteren umfasst das Sortiment von Rabenhorst ein Nahrungsergänzungsmittel, Geschenkspezialitäten und alkoholfreie Heißgetränke. In der Kategorie Würzsäfte führt Rabenhorst zwei verschiedene Produkte. 
Üblicherweise wird neben der Kartonverpackung die markentypische Braunglasflasche im Mehrweg und Einweg verwendet.

## Vertrieb
Rabenhorst ist in Reformhäusern, Apotheken sowie auch in Bioläden, Drogerien, Supermärkten und Online erhältlich. 